# Porte de Berlin

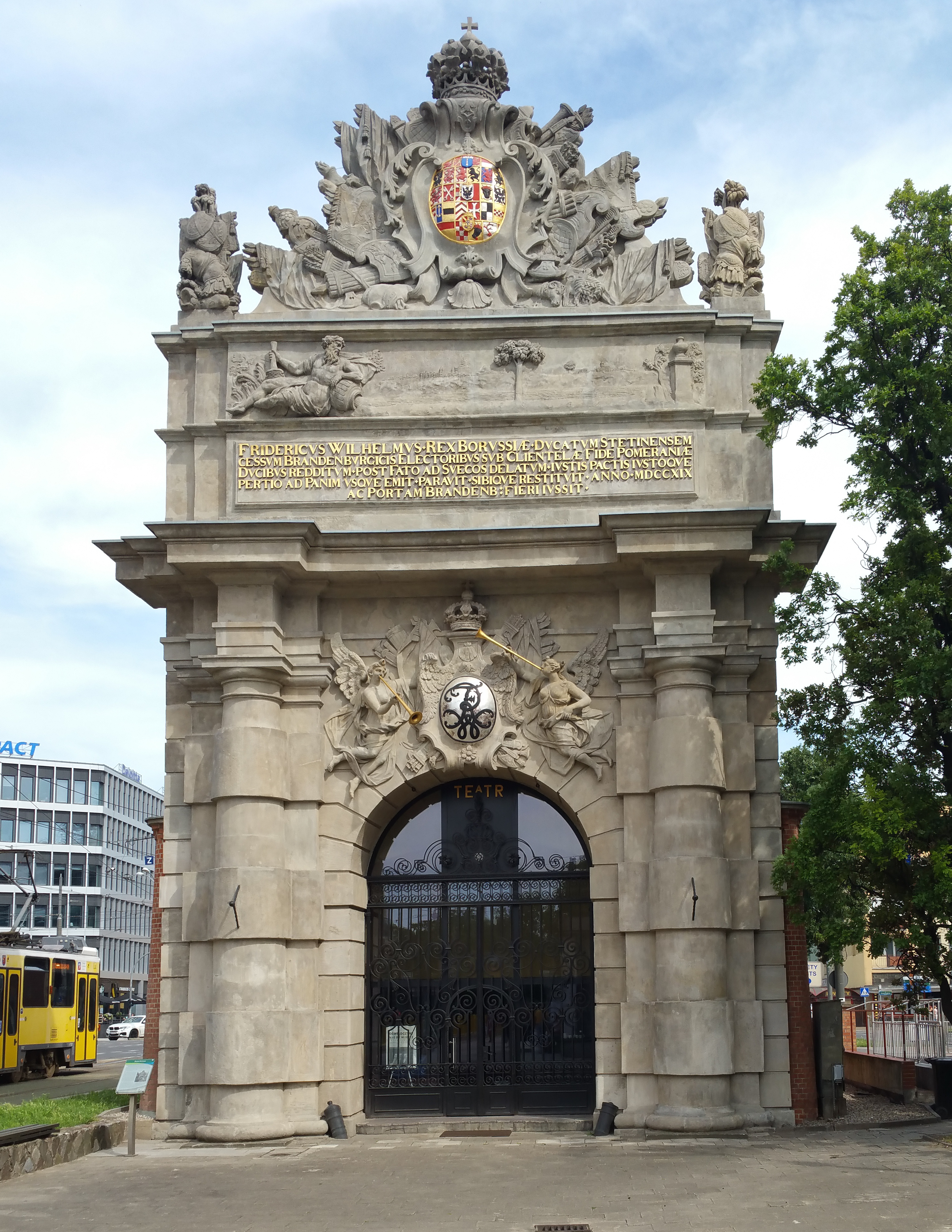
Côté ouest de la porte

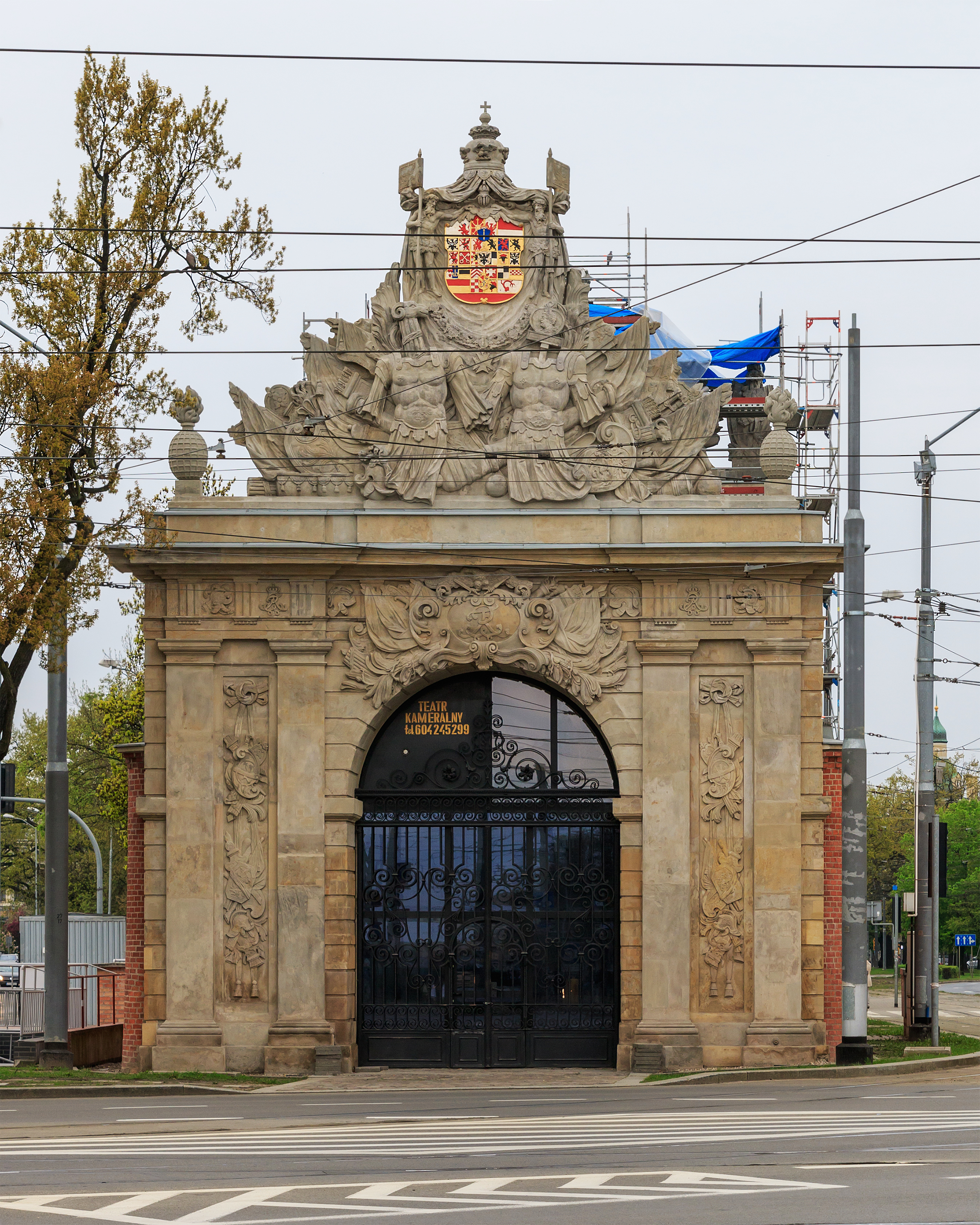
Côté est de la porte

La Porte de Berlin (en allemand Berliner Tor, également Porte de Brandebourg), appelée aussi en polonais : Brama Portowa (Porte du Port), est une porte de ville située à Szczecin (ancienne Stettin allemande) en Pologne. La porte, qui a été transformée en une magnifique porte baroque au XVIIIe siècle, appartenait à la forteresse de Szczecin. Dans la première moitié du XIXe siècle, elle a été transformée en fontaine.

## Description

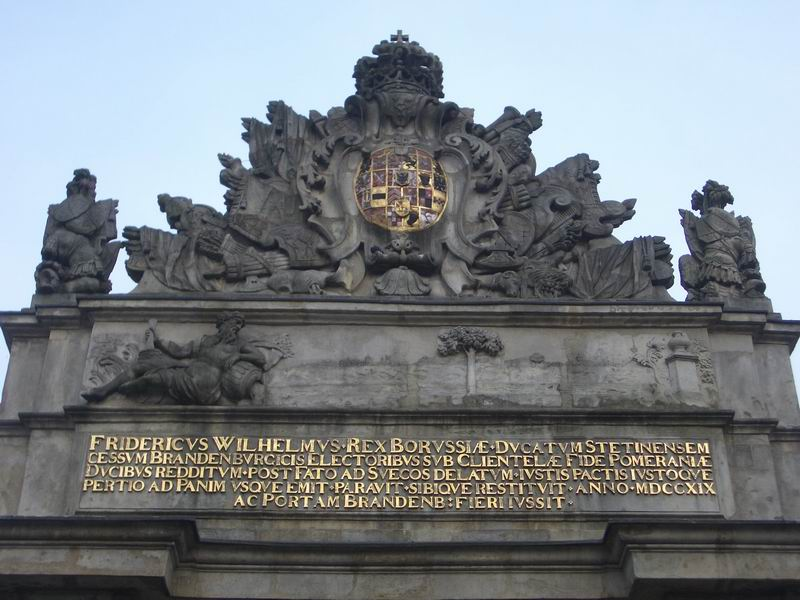
Vue détaillée de la porte et de l'épitaphe

Lors de sa construction, la magnifique porte était située à l'extérieur de la ville comme entrée de la forteresse entre le Passau et les bastions royaux. Un dessus-de-porte baroque était fixé à l'extérieur. On peut y voir les armoiries avec le monogramme du roi Friedrich Wilhelm I. Les décorations font référence à l'Antiquité : trophées, armes et éclairs de Jupiter, le père des dieux, une allégorie de la victoire. L'épitaphe suivante y est inscrite :
Fridericvs Wilhelmvs•Rex Borrvssiæ•Dvcatum Stetinensem

cessvm Brandenbvrgicis Electoribvs svb Clientelæ Fide Pomeraniæ

Dvcibvs redditvm•Post Fato ad Svecos delatvm•Ivstis pactis ivstoqve

pertio ad Panim vsqve emit•paravit•sibiqve restitvit•Anno•MDCCXIX

ac Portam Brandenb:fieri ivssit•
« Friedrich Wilhelm, König von Preußen, kaufte das Herzogtum Stettin, welches den brandenburgischen Kurfürsten übertragen und den Herzögen von Pommern unter ihre Lehnhoheit zurückgegeben wurde und welches im späteren Verlauf durch das Schicksal an Schweden gekommen war. In gerechten Verträgen und zu einem gerechten Preis erwarb er es bis zur Peene und verleibte es seinem Staate wieder ein. Im Jahre 1719 und ließ dieses Brandenburger Tor erbauen. »
Aujourd'hui, la porte est isolée à un croisement de rue. De 1976 à 2013, un magasin d'artisanat polonais et de produits d'art y a été installé. Depuis 2014, la porte abrite un théâtre de chambre de la Société des amis de l'art de Szczecin et une chocolaterie. Une autre porte de forteresse restante est la porte du roi.

## Histoire

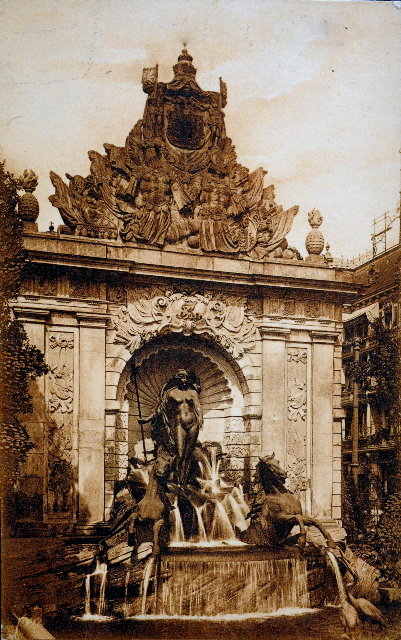
Porte avec fontaine côté est, vers 1910

Timbre-poste de la Deutsche Bundespost à partir de 1966

Lors de la Grande Guerre du Nord, après le siège de Stettin, Frédéric-Guillaume Ier racheta des parties de la Poméranie occidentale dans un contrat de vente dans la paix de Stockholm en 1720, qui étaient tombées aux mains des Suédois à la fin de la guerre de Trente Ans en la paix de Westphalie. En souvenir de l'heureux retour du duché de Stettin, il fit poser le magnifique portail à inscription latine lors de la reconstruction de la forteresse de la porte de Brandebourg. L'architecte était le constructeur de forteresse Gerhard Cornelius von Walrave, les sculptures en pierre ont été créées par le sculpteur Bartolomé Damart. Lorsque la forteresse a été rasée en 1875, Hugo Lemcke a fait campagne pour la préservation de la porte de Berlin.
En 1902, le côté ville a été fermé et le sculpteur Reinhold Felderhoff l'a transformé en une fontaine - également nommée d'après lui - en style néo-baroque. En 1932, cette fontaine a de nouveau été supprimée en raison de la reconstruction du carrefour de la circulation à Am Berliner Tor – Paradeplatz. De plus, de l'avis du curateur provincial Franz Balke, cela a été considéré comme une erreur regrettable d'urbanisme et a perturbé la fonction du bâtiment.
Après 1945, Stettin devient polonais et est renommée Sczcecin. Néanmoins, la porte a été conservée dans un état exemplaire par des restaurateurs polonais. Ceci est d'autant plus remarquable que pour bon nombre d'expulsés et de Poméraniens allemands, la porte symbolise la manifestation structurelle de l'affiliation de la Poméranie et de Stettin à la Prusse. Le 15 juin 1966, la Deutsche Bundespost a émis une série de timbres sur les bâtiments allemands de douze siècles, dans lesquels la porte de Berlin est également représentée.